# Rosario de la Frontera (departamento)
Departamento Rosario de la Frontera é um departamento da província de Salta, na Argentina.